# Agrotis seditiosa
Agrotis seditiosa är en fjärilsart som beskrevs av Rudolf Püngeler 1906. Agrotis seditiosa ingår i släktet Agrotis och familjen nattflyn. Inga underarter finns listade i Catalogue of Life.